# Ghiacciaio Scott (Antartide Orientale)
Il ghiacciaio Scott è un ghiacciaio largo circa 11 km e lungo circa 32, situato nella Terra della Regina Maria, in Antartide. Il ghiacciaio fluisce verso nord a partire dall'Altopiano Antartico fino ad andare ad alimentare la piattaforma glaciale Shackleton, tra il termine del ghiacciaio Denman è l'isola Mill.

## Storia
Il ghiacciaio Scott fu scoperto nel novembre 1912 dalla squadra occidentale della Spedizione Aurora, svoltasi dal 1911 al 1914 e comandata da Douglas Mawson, e così battezzato da quest'ultimo in onore del capitano Robert Falcon Scott, l'esploratore britannico che fu a capo, tra le altre, della spedizione Discovery e della spedizione Terra Nova, entrambe condotte in Antartide.